# Cité des sciences et de l'industrie
La Cité des sciences et de l'industrie (CSI), Ciutat de les ciències i de la indústria, és una institució francesa especialitzada en la difusió de la cultura científica i tècnica. Va ser creada per iniciativa del president Valéry Giscard d'Estaing, en la seva missió és difondre el coneixement científic i tècnic a un públic ampli, especialment infants i adolescents, així com despertar l'interès de la ciutadania pels reptes de la societat relacionats amb la ciència, la recerca i indústria. El complex està situat a la porte de la Villette situada al barri de la Villette a París, abans havia estat un escorxador. Es troba al centre d'un sistema orientat a fomentar la cultura científica i tècnica: Centre de cultura científica, tècnica i industrial (CCSTI). Juntament amb la Philharmonie de París i el Conservatori Nacional de Música i Dansa de París, forma part del Parc de la Villette.
El projecte de rehabilitació de l'escorxador, que pretén transformar-los en un museu de ciència i tecnologia, va ser confiat el 15 de setembre de 1980 a Adrien Fainsilber. L'estructura de formigó armat del projecte inacabat de la gran sala de vendes de l'escorxador es va conservar parcialment. El resultat ocupa tres de les quatre naus de l'edifici inacabat, quedant així la quarta inutilitzada durant la inauguració fins a la seva ocupació d'un centre comercial anomenat Vill'Up el 30 de novembre del 2016.
La superestructura metàl·lica va ser construïda per Baudin-Châteauneuf que va fer l'enreixat del sostre i per Viry que es va encarregar del sostre de vidre de la sala de recepció. Complementant el Palais de la Découverte, situat al Grand Palais, la Ciutat de la Ciència i la Indústria va obrir les portes el 13 de març 1986. Va ser inaugurat per François Mitterrand amb motiu de la trobada entre la sonda astronòmica Giotto i el cometa de Halley. L'any 2009, la Cité des Sciences i el Palais de la Découverte es van reunir en un establiment comú i de la seva fusió en va sorgir, una entitat pública francesa anomenada Universcience, amb estatus EPIC.

## Espais

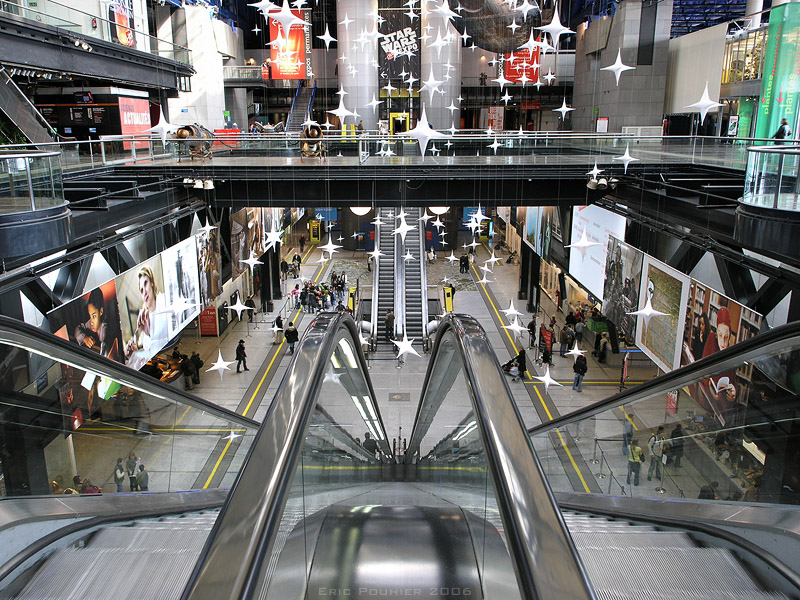
Vista interior

La Cité acull molts espais i serveis:
- Explora (nivell 1, 2 i 3):
Reuneix les principals exposicions permanents organitzades al voltant de temàtiques : matemàtiques, imatge, so, joc de llums, espai, oceà, energia, automòbil, roques i volcans, estrelles i galàxies, etc.
- La Biblioteca de Ciència i Indústria (ex "Mediateca", Nivell 1) :
La biblioteca científica s'estén en 3 plantes. Es divideix en sectors : la del públic en general i el d'infància i història de la ciència. També hi ha quioscs interactius que permeten la visualització directa de pel·lícules, documentals, dibuixos animats, etc. Al nivell 0, hi ha la mediateca infantil i el cinema Les Shadoks. A la mediateca està dividida en tres àrees que resolen els serveis següents :
  - La Cruïlla digital (nivell -1):
 Aquest espai de 1.200 mètres (d'accés lliure i gratuït) està destinat a la descoberta i experimentació de pràctiques digitals i tecnologies innovadores. Espai Públic Digital des de l'any 2001, la seva oferta inicialment destinada a reduir la bretxa digital ha anat evolucionant amb l'obertura d'un taller de fabricació (Fab Lab) i d'un laboratori d'ús (Living Lab) inaugurat el març de 2014. La Cruïlla numérica, acull i organitza amb els seus socis, entre ells compten nombroses associacions de codi obert o programari lliure, esdeveniments oberts a tothom.
  - La Ciutat dels oficis (nivell -1):
Lloc d'informació sobre l'ocupació, la formació, les professions, la Ciutat dels oficis ofereix assessors i un important fons documental.[2] Aquesta Ciutat dels oficis va servir de referència per a la creació d'una xarxa internacional de plataformes similars.[3]
  - Ciutat de la salut (nivell -1):
Situada a l'entrada de la mediateca pública general, la Ciutat de la salut és un espai d'informació i assessorament sobre tot allò relacionat amb la salut.
- La Ciutat dels nens (nivell 0):
 Aquest espai dedicat als nens va ser creat l'any 1992 i totalment redissenyat i renovat el 2008-2009. Està dividit en dos espais : espai per a infants de 2 a 7 anys (havent substituït l'antic espai que era destinat al infants de 3 – 5 anys), i espai per als nens i nenes de 5 a 12 anys (renovat el 2009). Es proposa una animació col·lectiva de 15 minuts a cada sessió d'1h30 o 1h15.
- L'Auditori (Nivell 0) és la sala de conferències dels programes universitaris ;
- El cinema Louis Lumière (nivell 0) ;
- Un planetari es troba dins les exposicions (nivell 2) ;
- Un centre de congressos (nivell -1) ;
- L'aquari (nivell -2) ;
- L'espai Condorcet (Nivell 0) ;
- Una àrea de pícnic (nivell -1) ;
- Una botiga de llibres i joguines científiques (Nivell 0) ;
- Restaurants (nivell -2) ;